# Сенситивність
Сенсити́вність, Сензитивність — характерологічна особливість людини, яка проявляється в підвищеній чутливості до подій, що відбуваються з нею, емоційна чутливість, емоційність.
Також проявляється чутливість до психічних станів інших, їх прагнень, цінностей та цілей. Сенситивність передбачає наявність емпатії — здатності до відчування, емоційного резонансу та переживання інших.
Термін використовується для позначення властивості темпераменту людини у психології. Незадоволення потреб, конфлікти, соціальні події в одних людей викликають яскраві реакції, страждання, а інші ставляться до них спокійно, байдуже. Відомий радянський психолог Б. Ананьєв вважав, що сензитивність пов'язана з орієнтувальною рефлекторною діяльністю і входить до структури темпераменту. Вважається, що існують не лише окремі різновиди чутливості як потенційні властивості окремих аналізаторів, а й загальний для певної людини спосіб чутливості, що є властивістю сенсорної організації людини загалом. Сензитивність, на думку Б. Ананьєва, — порівняно стійка особливість особистості, в якій виражається тип нервової системи людини і яка відіграє свою роль у здібностях людини до різних видів діяльності.
Сенситивність розвивається в дитинстві: починає формуватися особистість, базові соціальні установки, закладаються основи світогляду, звички, розвиваються пізнавальні здібності, емоційно-вольова сфера, складаються різноманітні відносини з навколишнім світом.
Психолог Л. С Виготський ввів поняття сенситивних періодів розвитку. Згідно нього кожний віковий період розвитку дитини сенситивний до певних видів навчання і спирається на психічні функції, що перебувають у процесі визрівання. Також прийнято і таке визначення даного поняття: сенситивний період — це період підвищеної сприйнятливості психічних функцій до зовнішнього впливу, особливо до впливу виховання і навчання.
Сенситивний розвиток у молодшому шкільному віці характеризується розвитком важливих психічних процесів: сприйняття, мислення, розвитку і формування мови, уваги, пам'яті, які починають набувати опосередкований характер, стають усвідомленими та вільними.
Юнацький вік є сенситивним для становлення і розвитку життєвого шляху. Для нього характерна соціальна сторона розвитку, яка передбачає навчання у закладах освіти (середніх і вищих), отримання професії, а також провідний вид діяльності. Набуває якісних змін емоційно-вольова сфера, для якої характерна більша диференціація емоційних реакцій і способів вираження емоційних станів. Розширення сфер життєдіяльності, зміна соціального стану вимагають більшого самоконтролю та саморегуляції з боку юнаків.